# Pomerania Tour
El Pomerania Tour va ser una cursa ciclista per etapes polonesa. Es disputava al Voivodat de Pomerània. Es va crear el 2003 amb el non de Pomorski Klasyk i es corria amb una cursa d'un dia. El 2007 va entrar al calendari de l'UCI Europa Tour. El 2009 va canviar de nom a Pomerania Tour, i va passar a ser una cursa d'etapes

## Palmarès
| Any  | Vencedor           | Segon                 | Tercer                |
| ---- | ------------------ | --------------------- | --------------------- |
| 2003 | Zbigniew Piątek    |                       |                       |
| 2004 | Piotr Chmielewski  |                       |                       |
| 2005 | Piotr Wadecki      | Pawel Zugaj           | Marek Rutkiewicz      |
| 2006 | Krzysztof Jeżowski | Daniel Czajkowski     | Adam Wadecki          |
| 2007 | Marcin Sapa        | Wojciech Pawlak       | Grzegorz Zoledziowski |
| 2008 | Dariusz Baranowski | Krzysztof Jezowski    | Piotr Zaradny         |
| 2009 | Arthur Detko       | Jacek Tadeusz Morajko | Tomasz Smoleń         |
| 2010 | Dirk Müller        | Kim Lachmann          | Vladimir Duma         |